# ライサナ・リクゼバ
ライサナ・リクゼヴァ（Laisana Likuceva、1999年2月3日 - ）は、フィジーの女子ラグビー選手。

## プロフィール
- フィジー・出身。
- ポジションはウィング(WTB)[1]。
- 身長 163cm、体重 70kg

## 略歴
2021年、東京五輪の7人制女子フィジー代表に選ばれて銅メダル獲得。
2024年、パリ五輪の7人制女子フィジー代表に選ばれた。